# 福崎鉄道部
福崎鉄道部（ふくさきてつどうぶ）は、かつて兵庫県神崎郡にあった西日本旅客鉄道（JR西日本）の鉄道部の一つである。

## 概要
ローカル線の活性化と効率的な鉄道運営ができるように1991年4月1日から鉄道部制度を導入し、播但線全線（姫路駅・和田山駅構内を除く）を福崎鉄道部が運営するように改められた。
福知山支社が管轄していたが、のちに廃止された。
車両は所属せず、播但線で用いられる103系電車は網干総合車両所に、キハ41形気動車は豊岡鉄道部（後の福知山電車区豊岡支所）に所属していた。

## 乗務員乗務範囲
- 播但線：全線

特急列車や臨時列車は豊岡鉄道部が担当していた。

## 歴史
- 1991年（平成3年）4月1日：鉄道部制度に伴い、第2次鉄道部として発足[1][2]。
- 2010年（平成22年）6月1日：福崎鉄道部が廃止[3]。運転関係は豊岡列車区になる。